# Сафроненко Володимир Олександрович
Володимир Олександрович Сафроненко (нар. 18 березня 1957, Тирасполь, Молдавська РСР) — радянський та молдовський футболіст, захисник. Майстер спорту СРСР (1980).

## Життєпис
Вихованець ДЮСШ-4 (Тирасполь). Виступав у радянських та молдовських командах «Ністру» (Кишинів), СКА (Одеса), «Спартак» (Москва), «Локомотив» (Москва), «Колос» (Нікополь), АПК (Азов), «Тилігул» (Тирасполь), «Кодру» (Калараш), «Сперанца» (Ніспорени), «Конструкторул» (Кишинів), «Вікторія» (Кагул), «Уніспорт» (Кишинів). Після завершення кар'єри гравця входив у тренерський штаб «Кодру», далі був головним тренером «Вікторії» (Кагул) та «Думбрава» (Кожухна).

## Досягнення
- Вища ліга СРСР
  -  Срібний призер (2): 1980, 1981

- Національний дивізіон Молдови
  -  Бронзовий призер (2): 1994, 1996

- Кубок Молдови
  -  Володар (1): 1996

- Майстер спорту СРСР (1980)